# Via dei Serragli
La via dei Serragli est une rue du quartier situé Oltrarno du centre historique de Florence. 
Elle débute côté Arno au Ponte alla Carraia à la piazza Nazario Sauro et chemine dans un axe rectiligne jusqu'à la piazza della Calza rejoignant la Porta Romana. 

## Bâtiments
Elle est bordée de palais depuis le réaménagement du XVIe siècle qui fit suite à l'installation des Médicis au Palais Pitti dans le quartier au-delà de l'Arno :
- le Palazzo Rinuccini au début
- le Palazzo Del Pugliese au no 8
- le Palazzo Antinori di Brindisi au no 9
- le Palazzo Rosselli del Turco  au no 17
- le Palazzo Pallavicini  au no 19
- le Palazzo Baldovinetti  au no 21
- le Palazzo Ricasoli-Salviati au no 49, qui abrite aujourd'hui l'institut Gould (it).

On y trouve également l'église Santa Elisabetta delle Convertite et elle passe, à la hauteur de la via Santa Maria, installé dans l'ancien couvent San Vincenzo d'Annalena, non loin du théâtre Goldoni (it) où Vittorio Gassman créa la Bottega Teatrale di Firenze dans les années 1980.